# Ошуркевич Олексій Федорович
Ошуркевич Олексій Федорович (*1 квітня 1933, Берестечко — †9 жовтня 2010, Луцьк) — український етнограф, фольклорист, краєзнавець, музейник. Заслужений працівник культури України (2006).

## Біографія
Народився 1 квітня 1933 в Берестечку. Навчався на філологічному факультеті Львівського державного університету ім. І. Франка. У 1955 році вперше поїхав у фольклорну експедицію від Львівського відділення Інституту суспільних наук. Протягом багатьох фольклорних експедицій записав багато унікальних творів волинського Полісся. Досліджував лірницьку традицію цього регіону. За час етнографічної роботи з Іваном Власюком у 1968—1969 рр. Олекса Ошуркевич записав на магнітофонну стрічку 16 повносюжетних лірницьких творів, яким відповідають 13 мелодій. За матеріалами досліджень видав книгу «Лірницькі пісні з Полісся». Брав участь у створенні «Атласу діалектів української мови».
Із 1961 р. працював науковим співробітником Волинського краєзнавчого музею у Луцьку. Займався пошуково-краєзнавчою роботою, збирав матеріали про визначних особистостей, життя і творчість яких пов'язана з волинським краєм — Олену Пчілку, Лесю Українку, Андроника Лазарчука, Габріелю Запольську, Євгена Шабліовського, Ганну Жежко та ін.
1966 р. перейшов на роботу до Волинського обласного будинку народної творчості, де працював методистом, завідувачем відділу фольклору та етнографії.
З 1969 р. очолював секцію фольклору та етнографії при правлінні Волинської обласної організації Українського товариства охорони пам'яток історії та культури.
З 1984 р. повернувся у Волинський краєзнавчий музей, завідував відділом етнографії, займався екскурсійною, виставковою роботою, продовжував активні польові дослідження, роблячи все нові записи народних творів, збираючи відомості про звичаї та обряди, декоративно-ужиткове мистецтво, промисли та ремесла, характерні для краю. Фонди музею поповнились записами народних пісень, веснянок, щедрівок, колекціями різдвяно-новорічної атрибутики, бджільництва, шевства, народних промислів з різних куточків Волині та Полісся.
Виступав з лекціями, брав участь в організації фольклорних фестивалів, зустрічей з народними майстрами.
У 2002 році вийшов на заслужений відпочинок. В останні роки працював і готував до друку свої фольклорно-етнографічні праці.
Помер 9 жовтня 2010 року в Луцьку, похований на міському цвинтарі Берестечка.

## Праці
Залишив багату і цінну творчу спадщину: понад 6 тис. українських народних пісень, близько 900 легенд та переказів, 250 казок, майже 1,5 тис. прислів'їв та приказок.
Написав понад 500 наукових статей і розвідок.
Книги:
- «Пісні з Волині» (Київ, 1970);
- «Затрубили труби: з історії народних музичних інструментів» (Луцьк, 1993);
- «Чарівне кресало: Українські народні казки з Волині і Полісся» (Львів, 1995);
- «Пісні з Колодяжна» (Луцьк, 1998);
- «Лірницькі пісні з Полісся»(Львів, 2001);
- «Оповіді Шевченкового краю» (2004);
- «Берестецька Голгофа» (Луцьк, 2007) та багато інших.

## Нагороди та відзнаки
- Заслужений працівник культури України (2006)
- Лауреат Всеукраїнської премії імені Павла Чубинського (1990).
- Лауреат обласної премії імені Миколи Куделі (1999).
- Лауреат Всеукраїнської премії імені Володимира Гнатюка (2010) — за збереження та охорону нематеріальної культурної спадщини України.

## Увічнення пам′яті
2016 року одну з вулиць Луцька названо ім′ям Олекси Ошуркевича.